# San Giuliano (Malta)
San Giuliano (in inglese St. Julian's; in maltese San Ġiljan) è una città maltese situata lungo la costa, a nord della capitale La Valletta, conosciuta per il turismo basato su locali notturni e ristoranti nel distretto di Paceville.

## Storia
Prima del 1800 l'area oggi occupata da San Giuliano era praticamente deserta, fatta eccezione per il palazzo Spinola, la vecchia chiesa e alcune case dei pescatori del posto.
Nonostante questo, nella zona di Mensija vennero trovate tracce di carri risalenti all'età del bronzo, nel distretto di Tal-Ballut (nel sito ora occupato dalla Cappella del Convento del Sacro Cuore) vennero identificate tombe risalenti all'epoca romana e a ta' Cieda, dove oggi è situata Triq il-Korvu (Cappara), vennero trovate rovine di una torre romana e di una zona di sepoltura saracena.

## Monumenti e luoghi d'interesse

### Architetture civili
- Edifici Balluta

## Il Santo Patrono
La città prende il nome dal santo patrono, San Giuliano di Sora, conosciuto anche col nome di Giuliano il Povero o Giuliano Ospitaliero. Prima della riforma del Calendario dei Santi a San Giuliano era dedicato il 27 gennaio; oggi viene invece celebrato il 12 febbraio, sebbene nelle tradizionali feste maltesi venga invece festeggiato nell'ultima domenica di agosto sulla scia delle altre celebrazioni del periodo.

## Economia

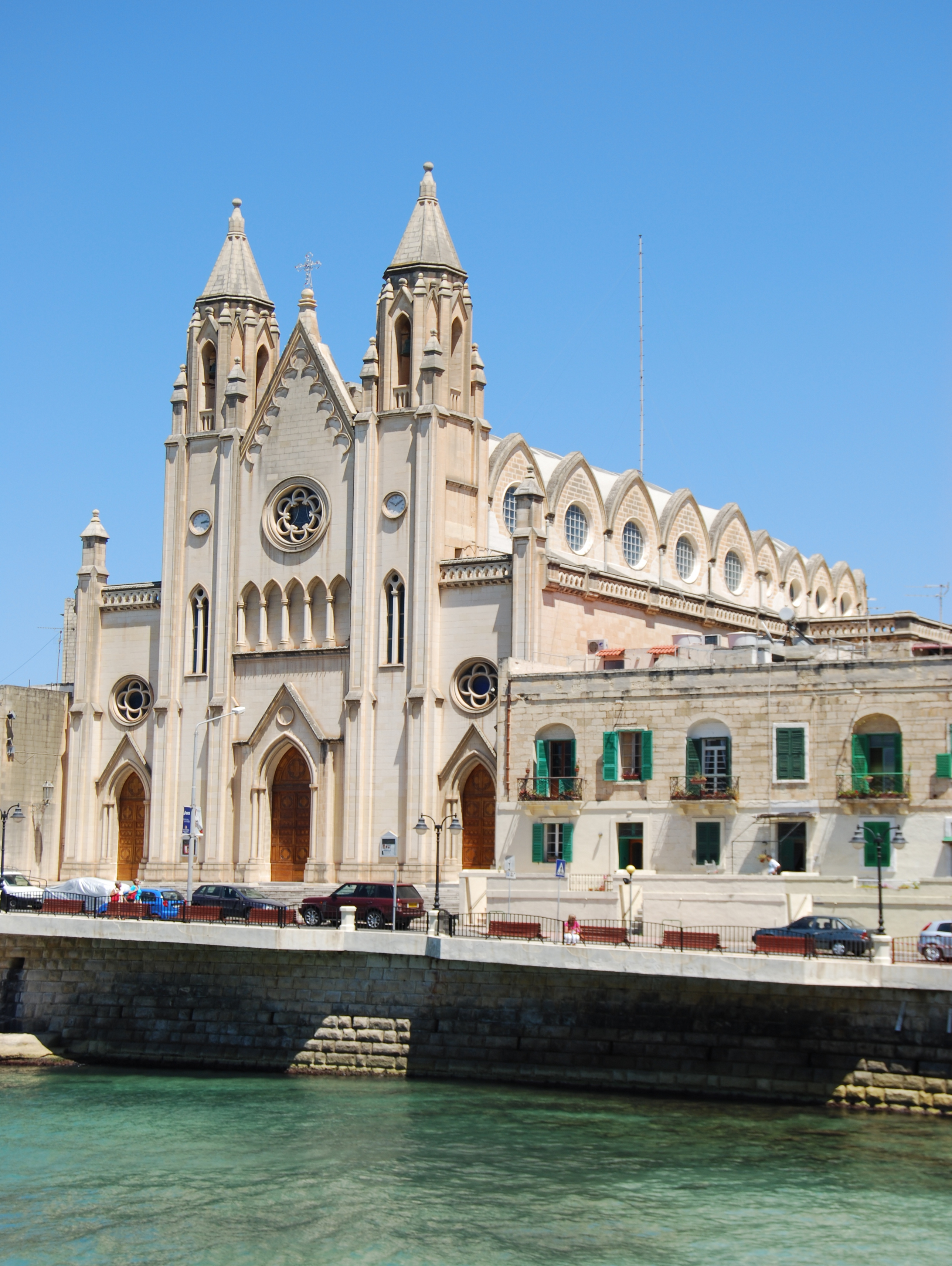
La chiesa del Carmelo, che si affaccia sulla baia di Balluta

San Giuliano ha avuto uno sviluppo turistico intorno al 1960, quando Malta ottenne l'indipendenza dal Regno Unito. È ritenuta una meta turistica maltese, data la presenza di punti di interesse e divertimento.
È presente un complesso, il Bay Street Shopping Complex, che racchiude al suo interno un grande albergo, ed è stato costruito nel 2001 un grattacielo di 23 piani: la Portomaso Business Tower (It-Torri ta-Portomaso), dell'altezza di 95 metri.

## Sport
La squadra principale della città è il Melita.